# Evangelische Stadtkirche Lorch

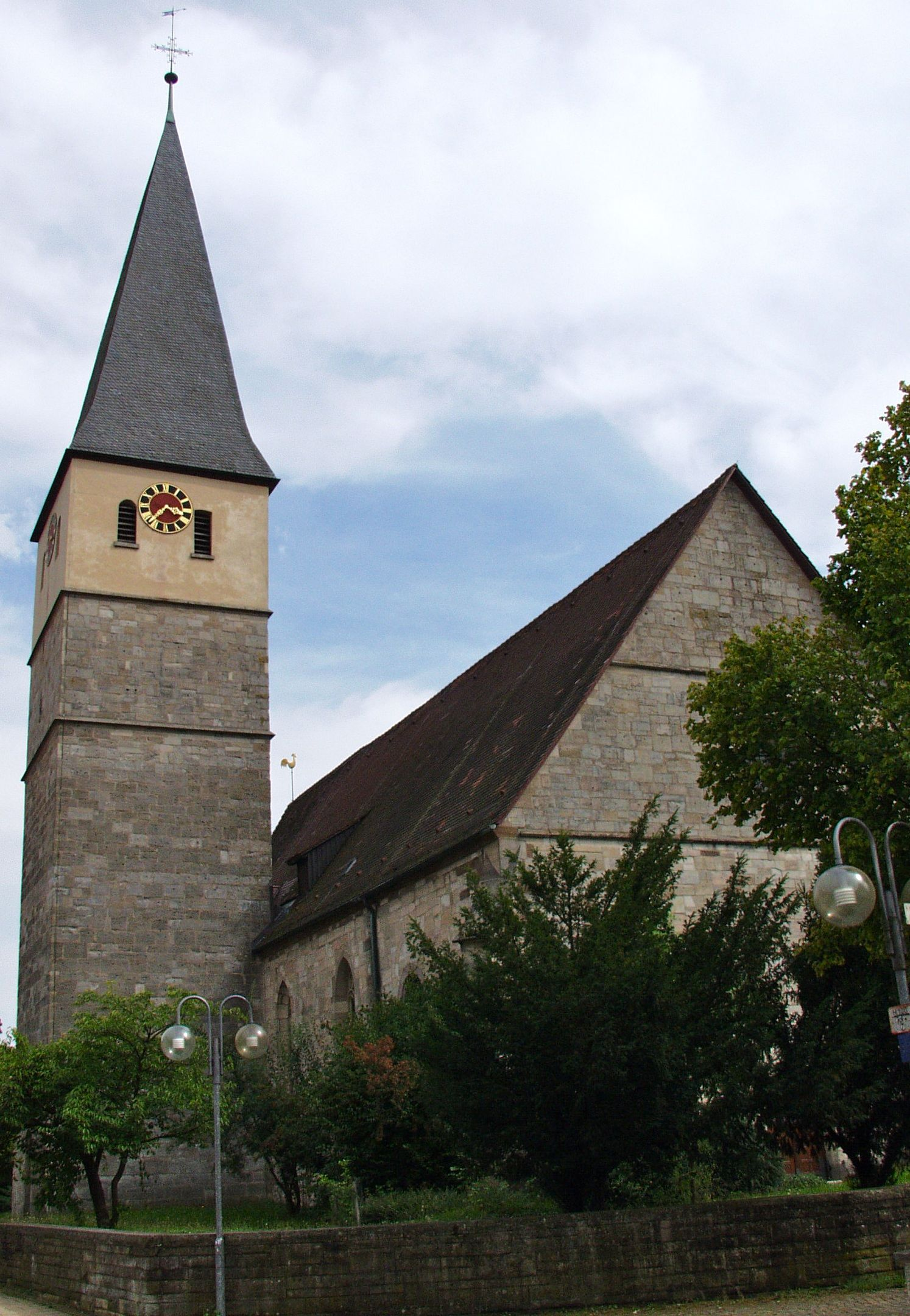
Evangelische Stadtkirche Lorch

Die evangelische Stadtkirche steht in Lorch, einer Stadt im Ostalbkreis von Baden-Württemberg. Das Bauwerk ist beim Landesamt für Denkmalpflege Baden-Württemberg als Baudenkmal eingetragen. Die Kirchengemeinde gehört zum Kirchenbezirk Schwäbisch Gmünd der Evangelischen Landeskirche in Württemberg.
Die Kirche wurde von der Denkmalstiftung Baden-Württemberg zum „Denkmal des Monats Dezember 2015“ ernannt.

## Beschreibung

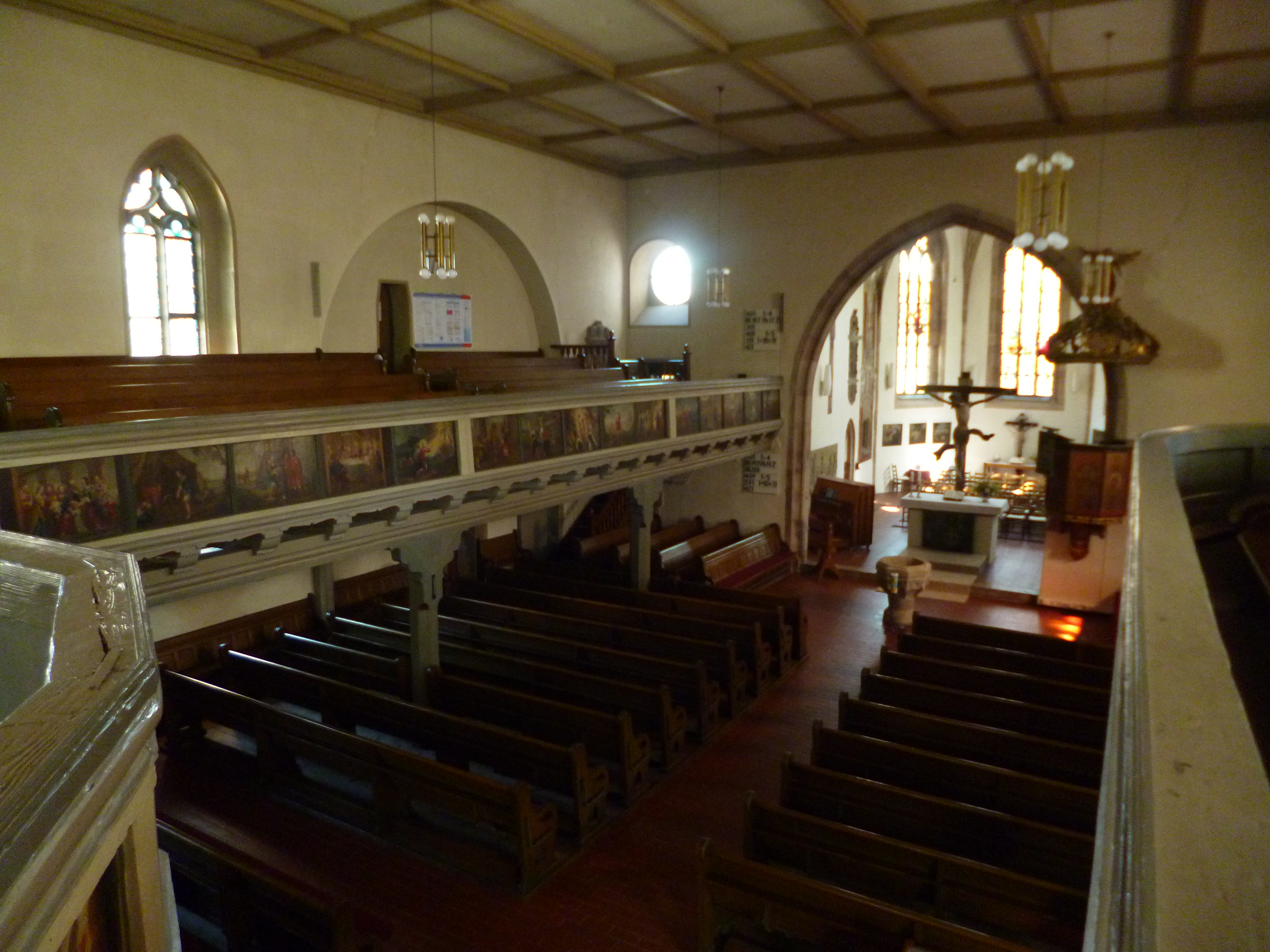
Blick zum Chor

Die Saalkirche wurde 1474 erbaut. Sie besteht aus dem Langhaus, dem eingezogenen, von Strebepfeilern gestützten Chor mit Fünfachtelschluss im Osten, der erst 1507 vollendet wurde, und dem Kirchturm an der Nordwand des Langhauses. Er wurde später mit einem Geschoss aufgestockt, das die Turmuhr und den Glockenstuhl enthält, und mit einem schiefergedeckten, spitzen Helm bedeckt. Die Maßwerkfenster sind mit Fischblasen verziert.
Der Innenraum des Chors ist mit einem Netzrippengewölbe überspannt. In das Langhaus wurden 1728 Emporen eingebaut, deren Brüstungen mit Tafelbildern verziert sind. Die Orgel wurde 1808 von Johann Viktor Gruol dem Älteren gebaut.